# Mocuana
Mocuana o La Mocuana es una leyenda originada en la región central norte de Nicaragua, más concretamente en los departamentos de Matagalpay Estelí.
La historia de la Mocuana está ubicada dentro del contexto de la conquista y los primeros años de la colonia española. Es una de tantas leyendas en Latinoamérica sobre la trágica relación amorosa entre una indígena y un conquistador español. 
En el "Museo de Leyendas y Tradiciones" Coronel Joaquín de Arrechavala" de la ciudad de León se exhibe una representación artística (estatua) de la Mocuana.
La más difundida dice que fue la bella hija de un cacique que se enamoró de un conquistador español. Entonces, el conquistador la convenció para que le enseñara el lugar donde su padre tenía guardados todos sus tesoros. Ella lo llevó a una cueva, y una vez allí, el español tomó todo lo que pudo y la encerró. Aunque ella conocía bien el lugar y pudo salir, por la traición  sufrida y avergonzada ante su familia, perdió la razón y desde entonces busca al hombre para cobrar venganza. Por ello, en las noches oscuras ataca a los hombres que deambulan solitarios, sobre todo jóvenes y blancos (o mestizos). La describen de cabello negro, largo y liso, que le cubre todo el rostro. Se cuenta "que nunca le han podido ver el rostro; solamente su esbelta y cimbreante figura y su preciosa cabellera".
En otra versión el cacique, al conocer los amoríos entre su hija y el extranjero, se opuso a la relación, y éstos se vieron obligados a huir, pero el cacique los encontró y se enfrentó al español, logrando darle muerte. Luego encerró a su hija, a pesar de estar embarazada, en una cueva en los cerros de Sébaco. Ella enloqueció con el tiempo en su encierro, del que logró salirse, pero al hacerlo tiró a su pequeño hijo en un abismo.

### Versión de La Trinidad
La versión de La Trinidad (Estelí) al igual que la de Sébaco se inicia en tiempos de la conquista, según la historia a la llegada de los españoles al norte de Nicaragua había en el valle de Sébaco un cacique que tenía muchas riquezas, el cacique tenía una hermosa hija la cual se enamoro de un joven español el cual con astucia trazo un plan para que ella fuera quien lo llevara al lugar donde su padre escondía sus tesoros, el cacique intento separar a su hija del joven español, cosa que fue imposible. La joven condujo al español a las montañas al norte del valle de Sébaco donde en la cima de un alto cerro en una cueva de difícil acceso el cacique guardaba sus tesoros, viendo el español que sus planes se habían cumplido tomó todo lo que pudo y la dejó encerrada en la cueva a la joven indígena la cual sufrió al darse cuenta del engaño del español, pero al ser conocedora de la zona logró salir de la cueva. Según la creencia la joven hoy se presenta con la apariencia de una mujer alta delgada, vestida de blanco y con el cabello liso y largo que cubre su rostro, este espíritu estaría hoy atado a la cueva que se encuentra en el cerro La Mocuana, justo al lado del poblado de La Trinidad, así desde la ciudad es visible la cueva y desde la cueva La Mocuana hoy vigila al pueblo que nació en aquel valle a los pies del cerro que hoy lleva su nombre pueblo que en ocasiones visita según historia de pobladores que aseguran haberla visto. Mocuana de La Trinidad, Estelí.

## Análisis cultural
El escritor nicaragüense Alan Castellón Barbosa (Managua, 1955) en su libro "La Mocuana: Sortilegio, Leyenda y Cuento de Caminos" dice lo siguiente:
"La Mocuana es una leyenda nicaragüense surgida durante la colonización del país, que refiere el reiterativo enamoramiento entre un soldado español y una princesa indígena como estrategia de dominio y penetración cultural y política de parte de los ibéricos. Fenómeno clásico plasmado en versiones convergentes en distintos puntos geográficos mesoamericanos y caribeños, entre las que sobresale, sin dudas, en México el entendimiento amoroso entre Hernán Cortés y La Malinche. La versión desarrollada en el contexto neosegoviano nicaragüense; aclarando que existen otras versiones en Estelí y en Sébaco, también asentamientos norteños, donde le atribuyen un carácter maligno a la imagen legendaria. La nuestra en cambio, es referente a una bruja, provista de poderes especiales de naturaleza esotérica y dotada por los dioses con capacidad de generar riquezas... es una semideidad provista de poderes mágicos capaces de generar riqueza. Su hijo adoptivo Fortunato Medina recibe los beneficios del encanto materno quien tiene que mantener siempre un bebé alimentándose de sus entrañas para poder controlar sus crisis maniaco depresivas, provocadas por un aborto que sufrió al ser abandonada de su amante espanol. Fortunato Medina tiene ciertas similitudes con algunos vecinos reales de la región, quienes por distinguirse en su capacidad empresarial, provocaban que la mayoría empobrecida de la zona justificara la capacidad de acumulación de riqueza de aquellos por ser protegidos de La Mocuana, equivalencia en la creencia popular a tener pacto con el diablo."